# Erik Samuel Boström
Erik Samuel Boström, född 19 april 1804 i Piteå stadsförsamling, Norrbottens län, död 11 december 1854 i Roslags-Kulla församling, Stockholms län, var en svensk lagman.

## Biografi
Erik Samuel Boström föddes 1804 i Piteå stadsförsamling. Han var son till skeppstimmermannen Kristoffer Boström och Elisabet Hortling i Piteå. Boström blev 1823 student vid Uppsala universitet och avlade 1826 hovrättsexamen. Han blev 7 juni 1834 häradshövding i Danderyds, Värmdö, Sollentuna, Vallentuna och Åkers häraders domsaga slutade som häradshövding 12 juni 1844, och utsågs då till titulär lagman. Han avled 1854 på Östanå slott i Roslags-Kulla församling.

### Familj
Boström var bror till filosofen Christopher Jacob Boström. Han gifte sig 14 maj 1837 på Östanå slott i Roslags-Kulla församling med Elisabet Gustava Fredenheim (1815–1863), dotter till överstelöjtnanten Gustaf Carl Fredrik Fredenheim och Maria Gustava Westerberg. De fick tillsammans barnen filantropen Elisabeth Boström (1838–1914) som var gift med häradshövdingen Carl von Bahr, Sofia Gustafva Boström (född 1839) som var gift med justitierådet friherren Gustaf Wilhelm Leuhusen, Erika Charlotta Boström (1840–1879) som var gift med direktören Johan Otto Henrik von Bahr på Skandia, statsministern Erik Gustaf Boström (1842–1907), landshövdingen Filip Boström (1843–1908) i Södermanlands län, filantropen Ebba Boström (1844–1902) och Hedvig Kristina Boström (1845–1930).